# Флорида (Чили)
Флорида (исп. Florida) — посёлок в Чили. Административный центр одноимённой коммуны. Население — 3875 человек (2002). Посёлок и коммуна входит в состав провинции Консепсьон и области Био-Био.
Территория коммуны — 608,6 км². Численность населения — 10 017 жителей (2007). Плотность населения — 16,46 чел/ км².

## Расположение
Посёлок расположен в 34 км на восток от административного центра области города Консепсьон.
Коммуна граничит:
- на северо-востоке — с коммуной Ранкиль;
- на востоке — с коммуной Кильон;
- на юге — с коммунами Юмбель, Уальки;
- на западе — с коммунами Пенко, Консепсьон;
- на северо-западе — с коммуной Томе.

## Демография
Согласно сведениям, собранным в ходе переписи Национальным институтом статистики, население коммуны составляет 10 017 человек, из которых 5068 мужчин и 4949 женщин.
Население коммуны составляет 0,51 % от общей численности населения области Био-Био. 60,19 % относится к сельскому населению и 39,81 % — городское население.